# Pollenia testacea
Pollenia testacea este o specie de muște din genul Pollenia, familia Calliphoridae. A fost descrisă pentru prima dată de Townsend în anul 1917. Conform Catalogue of Life specia Pollenia testacea nu are subspecii cunoscute.